# Xeniconeura costalis
Xeniconeura costalis is een vliegensoort uit de familie van de Lauxaniidae. De wetenschappelijke naam van de soort is voor het eerst geldig gepubliceerd in 1942 door Curran.